# Parc (New York)
Pour les articles homonymes, voir Parc (homonymie).
Parc est une census-designated place du comté de Clinton, dans l'État de New York, aux États-Unis,. En 2020, elle compte une population de 197 habitants.